# Nicolaus Gerckensche Familienstiftung zu Salzwedel
Die Nicolaus Gerckensche Familienstiftung zu Salzwedel unterstützt die akademische Ausbildung der Nachkommen des 1579 in Salzwedel verstorbenen Gewandschneiders und Bürgermeisters Nicolaus Gercken. Sie arbeitet ehrenamtlich und finanziert sich aus Landpachteinnahmen.

## Die Stiftung

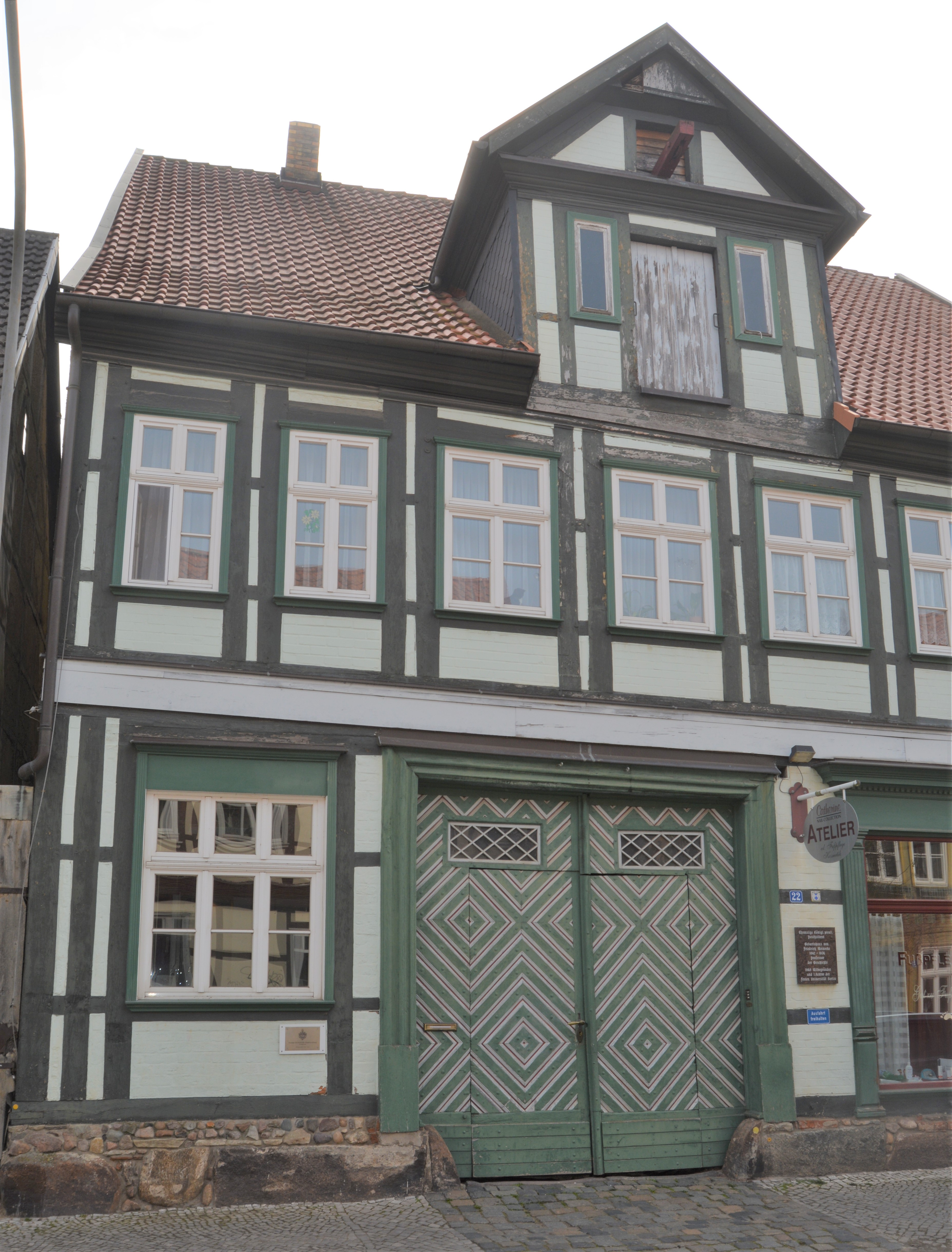
Sitz der Stiftung, Große St. Ilsen Straße 22, Salzwedel

### Bedeutung
Seit ihrer Gründung im Jahr 1610 hat die Stiftung über 8000 Mitglieder aufgenommen. Sie gehört zu den ältesten Stiftungen in Deutschland. Ihre Geschichte beginnt in der Zeit des deutschen Späthumanismus mit dem Testament des Stifters Nicolaus Gercken im Jahr 1607. Nicolaus Gercken und seine Frau Margaretha blieben kinderlos. Sie brachten ihr Vermögen in eine Stiftung zur Förderung der akademischen Bildung der Nachkommen von Nicolaus’ Großvater ein, der ebenfalls Nicolaus hieß. Sie büßte Werte ein durch die Kriege auf deutschem Boden, angefangen vom Dreißigjährigen Krieg (1618–1648), der Expansion Preußens, vom Siebenjährigen Krieg (1756–1763), von den Napoleonischen Kriege (1803–1815), über die beiden Weltkriege (1914–1918 und 1939–1945) bis zum Wirken der beiden totalitären Systeme des 20. Jahrhunderts auf deutschem Boden (1933–1945 und 1949–1989). Die Stiftung konnte ihrem Stiftungszweck erstmals im Jahr 1648, dem Jahr des Westfälischen Friedensschlusses, nachkommen. Spätestens am Ende des 19. Jahrhunderts ging der Anteil der Landwirtschaft an der deutschen Volkswirtschaft im Zuge der Industrialisierung stark zurück. So fiel der Anteil der in der Landwirtschaft tätigen Bürger von etwa 60 % am Ende des 19. Jahrhunderts auf etwa 2 % im Jahr 2020. Der Anteil der Landwirtschaft an der deutschen Bruttowertschöpfung liegt seit dem Jahr 2000 unter 1 %. Entsprechend sind die Einnahmen aus Landpachten relativ zu den Kosten einer Ausbildung gefallen. Dennoch kann die Stiftung auch heute noch jedem akademisch studierenden, registrierten Familienmitglied ein Stipendium gewähren. Die Stiftung betont die Wichtigkeit von Bildung, von Werten, von familiärem Zusammenhang und von Treue wider alle Beschwerlichkeiten. Der Westfälische Friedensschluss ist der Ausgangspunkt der kontinentaleuropäischen Friedensordnung. Er dient bis heute als Modell für eine Befriedung der Welt.

### Der Stifter
Nicolaus Gercken (1555–1610), war Syndikus des Domkapitels zu Magdeburg. Von ihm ist kein Bildnis erhalten. Ab 1571 besuchte er das Stadtgymnasium in Magdeburg. Im Jahr 1573 ging er zum Studium nach Rostock und wechselte im Jahr darauf nach Wittenberg. Er studierte dort vermutlich drei Jahre lang Theologie. Nach seinem Abgang von der Universität wurde er als Konrektor in Stendal angestellt. Von 1580 bis 1584 studierte er Jura in Tübingen. Im Jahr 1585 ging er nach Speyer. Im Jahr 1586 kehrte er nach Magdeburg zurück und ließ sich als Rechtsanwalt nieder. Dort heiratete er im Jahr 1590 Margaretha Busse. Im Jahr 1592 wurde er von Herzog Wolff von Braunschweig-Grubenhagen zum Kanzler befördert und zwei Jahre später als Gesandter auf den Reichstag nach Regensburg geschickt. Noch im gleichen Jahr berief ihn das Domkapitel Magdeburg zum Syndikus. Er übte das ihm übertragene Amt bis zu seinem Tod aus und ist in St. Sebastian in Magdeburg begraben.

### Das Testament

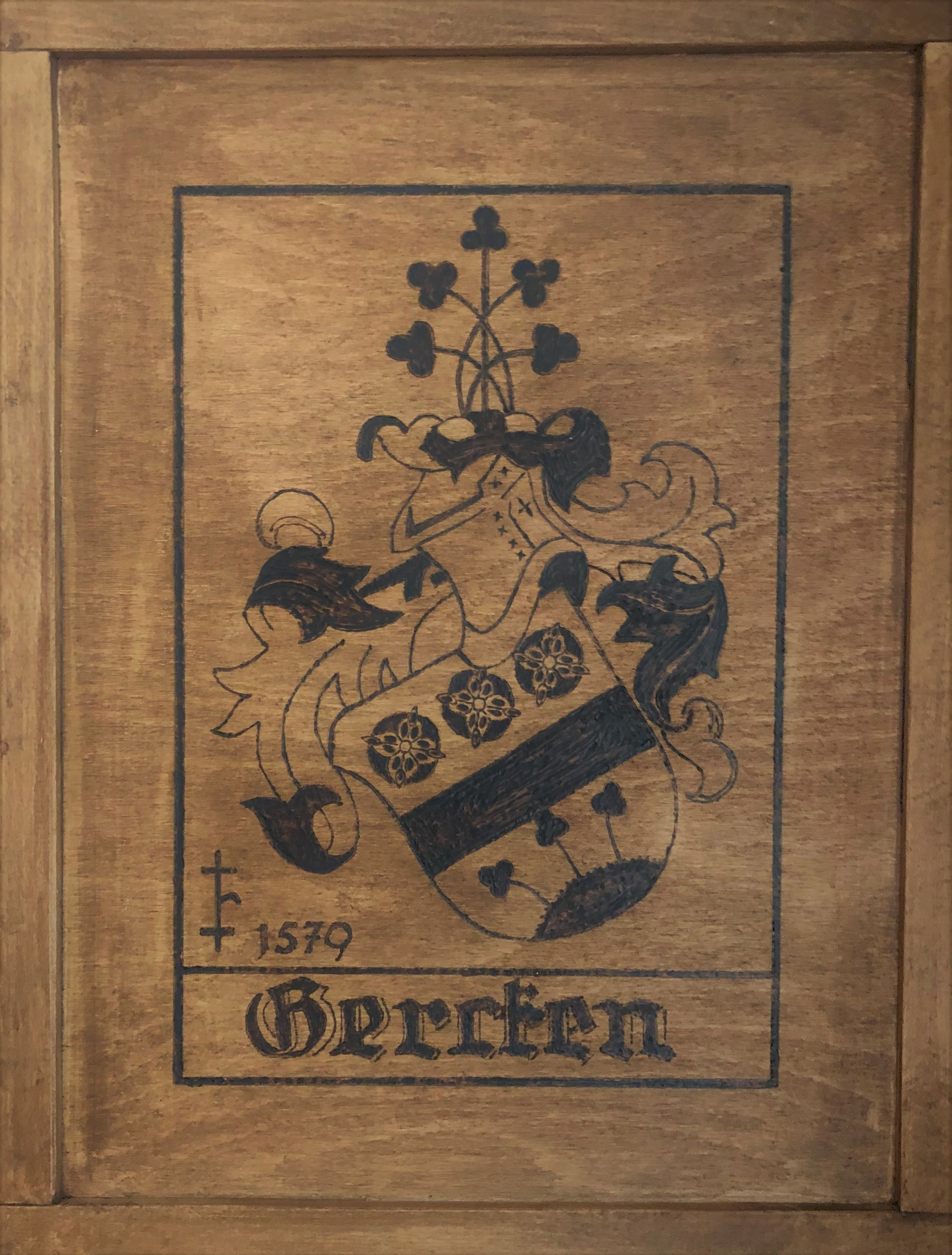
Das Wappen der Familie Gercken, aus dem Jahr 1579. Es ziert das Salzwedeler Rathaus als Farbglas.

Das Testament von Nicolaus Gercken unterzeichnete und siegelte dieser am 27. November 1607 im Beisein etlicher Zeugen aus Jüterbog. Das Original ging im Dreißigjährigen Krieg durch Kriegsfolgen (Großer Magdeburger Brand 1631) oder durch mutwillige Zerstörung verloren. Im Original erhalten und im Stadtarchiv Salzwedel gelagert sind mehrere handschriftliche Abschriften sowie ein Inventar des Nachlasses des Stifters vom 6. Juni 1611. Diese Dokumente wurden von Notar Petrus Schultze aus Altenhausen verfasst. Dessen Söhne beglaubigten die Echtheit der Abschriften mit ihren Siegeln im Jahr 1654 gegenüber Sebastian Gercken, einem Testamentarius der Stiftung. Aus dem Jahre 1649 ist ferner das gesiegelte Original eines Schuldbriefs der Stadt Magdeburg erhalten. Im Jahr 1865 gab sich die Stiftung ein Statut, das fortan die Abläufe in der Stiftung regelte, und das in abgewandelter Form bis heute Bestand hat.

### Der Familientag
Laut Statut umfasst die Stiftung drei Organe, den Familientag, das Patronat und die Rechnungsprüfenden. Das höchste Organ ist der Familientag, zu dem die Mitglieder alle drei Jahre nach Salzwedel eingeladen werden. Der Familientag wählt die Mitglieder des Patronats sowie zwei Rechnungsprüfer auf sechs Jahre. Der erste Familientag kam im Jahr 1873 zusammen.
Der achte Familientag fand am 5. November 1904 statt. Der erste Familientag nach dem Zweiten Weltkrieg, der sechzehnte seit und inklusive 1873, wurde im Jahr 1992 abgehalten. Am 15. Mai 2022 fand der siebenundzwanzigste Familientag statt.

### Das Patronat
Die Stiftung wird von einem Patron und zwei Testamentarii geführt. Das Patronat kommt vier Mal im Jahr in Salzwedel zusammen. Es entscheidet über die Festsetzung der Pachten, den Zukauf von Boden, die Vergabe von Stipendien und über jegliche, weitere Mittelverwendung. Die Mitarbeit erfolgt ehrenamtlich.
Anstelle aller, die sich für die Stiftung über die Jahrhunderte engagiert haben, seien hier siebenPersönlichkeiten erwähnt:  (i) Georg Gercken, ein Cousin des Stifters, wurde 1610 durch die Familie als erster Patron bestimmt. (ii) Sebastian Gercken, Georgs Sohn, diente als Testamentarius seinem Bruder (iii) Valentin Gercken, der als zweiter Patron gewählt wurde. Sebastian stellte die Stiftung nach dem Dreißigjährigen Krieg neu auf. Seiner Arbeit ist es zu verdanken, dass im Jahr 1648 erstmals Stipendien ausbezahlt werden konnten. (iv) Johann Friedrich Danneil diente von 1821 bis 1868 als Testamentarius der Stiftung. Nach ihm ist das Salzwedeler Stadtmuseum benannt. (v) Paul Gerhardt reaktivierte die Stiftung seit den 80er Jahren des 20. Jahrhunderts, und zwar nach der weitgehenden Vernichtung aller Stiftungswerte durch die totalitären Systeme  des 20. Jahrhunderts auf deutschem Boden. Er diente von 1994 bis 2001 als Patron und bis zu seinem Lebensende im Jahr 2011 als Ehrenpatron. (vi)  Im Jahr 2013 wurde mit Christiane Peters die erste Frau ins Patronatsamt gewählt, das sie bis heute ausübt. (vii) Im Jahr 2022 wurde Dr. Eckart Reihlen ins Patronatsamt gewählt.

## Weitere Informationen
- Die erste Geschichte der Nicolaus Gerckenschen Familienstiftung verfasste der Prähistoriker Johann Friedrich Danneil (1783–1868) bereits 1833. Er lieferte im Jahr 1854 einen Nachtrag.[17]
- Im Salzwedeler Johann-Friedrich-Danneil-Museum befindet sich als Dauerleihgabe der Nicolaus Gerckenschen Familienstiftung ein Porträt von Johannes Gercken (1528–1585), dem Vater des Stifters.
- Zu den bekannten Nachfahren der Familie Gercken gehört u. a. der Historiker und Heraldiker Philipp Wilhelm Gercken (1722–1791).
- Mitglieder des Altmärkischen Vereins für vaterländische Geschichte zu Salzwedel e. V. leisten Beiträge zu den Familientagen der Stiftung. U.a. leiten sie historische Stadtführungen.
- Noch heute gibt es in Salzwedel eine Nicolaus-Gercken-Straße.
- Im Inneren der Katharinenkirche in Salzwedel befindet sich das aufwendig gestaltete Grabmal des Bürgermeisters und Gewandschneiders Nicolaus Gercken, dem Großvater des Stifters. Die Inschrift am Fuß des Grabmals lautet: NICLAUS GERCKENS BÜRGERMEISTER DIESER STADT IST SELIG IN CHRISTO ENTSCHLAFEN SEINES ALTERS 78 JAHR DEN 23. FEBR. ANNO 1579.[18]